# 30. ceremonia wręczenia Oscarów
30. ceremonia rozdania Oscarów odbyła się 26 marca 1958 roku w RKO Pantages Theatre w Los Angeles.

## Laureaci

### Najlepszy film
- Sam Spiegel – Most na rzece Kwai
- Henry Fonda, Reginald Rose – Dwunastu gniewnych ludzi
- Jerry Wald – Peyton Place
- William Goetz – Sayonara
- Arthur Hornblow Jr. – Świadek oskarżenia

### Aktor pierwszoplanowy
- Alec Guinness – Most na rzece Kwai
- Anthony Franciosa – Kapelusz pełen deszczu
- Marlon Brando – Sayonara
- Anthony Quinn – Dziki jest wiatr
- Charles Laughton – Świadek oskarżenia

### Aktorka pierwszoplanowa
- Joanne Woodward – Trzy oblicza Ewy
- Deborah Kerr – Bóg jeden wie, panie Allison
- Lana Turner – Peyton Place
- Elizabeth Taylor – W poszukiwaniu deszczowego drzewa
- Anna Magnani – Dziki jest wiatr

### Aktor drugoplanowy
- Red Buttons – Sayonara
- Sessue Hayakawa – Most na rzece Kwai
- Vittorio De Sica – Pożegnanie z bronią
- Arthur Kennedy – Peyton Place
- Russ Tamblyn – Peyton Place

### Aktorka drugoplanowa
- Miyoshi Umeki – Sayonara
- Carolyn Jones – Wieczór kawalerski
- Hope Lange – Peyton Place
- Diane Varsi – Peyton Place
- Elsa Lanchester – Świadek oskarżenia

### Reżyseria
- David Lean – Most na rzece Kwai
- Sidney Lumet – Dwunastu gniewnych ludzi
- Mark Robson – Peyton Place
- Joshua Logan – Sayonara
- Billy Wilder – Świadek oskarżenia

### Scenariusz oryginalny
- George Wells – Żona modna
- Leonard Gershe – Zabawna buzia
- Ralph Wheelwright, R. Wright Campbell, Ivan Goff, Ben Roberts – Człowiek o tysiącu twarzy
- Barney Slater, Joel Kane, Dudley Nichols – Gwiazda szeryfa
- Federico Fellini, Ennio Flaiano, Tullio Pinelli – Wałkonie

### Scenariusz adaptowany
- Pierre Boulle, Michael Wilson, Carl Foreman – Most na rzece Kwai
- Reginald Rose – Dwunastu gniewnych ludzi
- John Lee Mahin, John Huston – Bóg jeden wie, panie Allison
- John Michael Hayes – Peyton Place
- Paul Osborn – Sayonara

### Zdjęcia
- Jack Hildyard – Most na rzece Kwai
- Milton R. Krasner – Niezapomniany romans
- Ray June – Zabawna buzia
- William C. Mellor – Peyton Place
- Ellsworth Fredericks – Sayonara

### Scenografia i dekoracje wnętrz
- Ted Haworth, Robert Priestley – Sayonara
- Hal Pereira, George W. Davis, Sam Comer, Ray Moyer – Zabawna buzia
- William A. Horning, Gene Allen, Edwin B. Willis, Richard Pefferle – Roztańczone dziewczyny
- Walter Holscher, William Kiernan, Louis Diage – Kumpel Joey
- William A. Horning, Urie McCleary, Edwin B. Willis, Hugh Hunt – W poszukiwaniu deszczowego drzewa

### Kostiumy
- Orry-Kelly – Roztańczone dziewczyny
- Charles LeMaire – Niezapomniany romans
- Edith Head, Hubert de Givenchy – Zabawna buzia
- Jean Louis – Kumpel Joey
- Walter Plunkett – W poszukiwaniu deszczowego drzewa

### Dźwięk
- George Groves (Warner Bros. Studio Sound Department) – Sayonara
- George Dutton (Paramount SSD) – Pojedynek w Corralu O.K.
- Wesley C. Miller (M-G-M SSD) – Roztańczone dziewczyny
- John P. Livadary (Columbia SSD) – Kumpel Joey
- Gordon Sawyer (Samuel Goldwyn SSD) – Świadek oskarżenia

### Montaż
- Peter Taylor – Most na rzece Kwai
- Warren Low – Pojedynek w Corralu O.K.
- Viola Lawrence, Jerome Thoms – Kumpel Joey
- Arthur P. Schmidt, Philip W. Anderson – Sayonara
- Daniel Mandell – Świadek oskarżenia

### Efekty specjalne
- Walter Rossi – Podwodny wróg
- Louis Lichtenfield – W duchu St. Louis

### Piosenka Filmowa
- „All the Way” – Joker Is Wild – muzyka: James Van Heusen; słowa: Sammy Cahn
- „An Affair to Remember” – Niezapomniany romans – muzyka: Harry Warren; słowa: Harold Adamson, Leo McCarey
- „April Love” – April Love – muzyka: Sammy Fain; słowa: Paul Francis Webster
- „Tammy” – Panna Tammy i kawaler – Ray Evans, Jay Livingston
- „Wild Is the Wind” – Dziki jest wiatr – muzyka: Dimitri Tiomkin; słowa: Ned Washington

### Muzyka Filmowa
- Malcolm Arnold – Most na rzece Kwai
- Hugo Friedhofer – Niezapomniany romans
- Hugo Friedhofer – Chłopiec na delfinie
- Paul J. Smith – Perri
- Johnny Green – W poszukiwaniu deszczowego drzewa

### Krótkometrażowy film animowany
- Edward Selzer – Birds Anonymous

### Krótkometrażowy film aktorski
- Larry Lansburgh – The Wetback Hound

### Krótkometrażowy film dokumentalny
- nieprzyznana

### Pełnometrażowy film dokumentalny
- Jerome Hill – Albert Schweitzer

### Nieangielskojęzyczny film fabularny
- Włochy – Noce Cabirii, reż. Federico Fellini
- Indie – Mother India, reż. Mehboob Khan
- RFN – Nocą, kiedy przychodzi diabeł, reż. Robert Siodmak
- Norwegia – Przez śnieżną pustynię, reż. Arne Skouen
- Francja – Bramy Paryża, reż. René Clair

### Oscar Honorowy
- Charles Brackett – za całokształt osiągnięć jako scenarzysta
- B.B. Kahane – za całokształt osiągnięć jako producent
- Gilbert M. „Broncho Billy” Anderson – za całokształt osiągnięć jako reżyser i aktor
- Society of Motion Picture and Television Engineers – za wkład w rozwój technologii filmowej